# Ковач (презиме)
Често словенско презиме Ковач (слч. Kováč — Ковач, жен. вар.  — Ковачова; мађ. Kovács, Kováts или Kovách — Ковач) може се односити на:
- Јован Петровић Ковач (1772—1837), борац из Првог српског устанка
- Пал Ковач (1912—1995), мађарски мачевалац
- Милан Корица Ковач (1919—1987), партизан и народни херој Југославије
- Михал Ковач (1930—2016), словачки банкар, политичар и први председник Словачке
- Мирко Ковач (1938—2013), југословенски писац
- Мишо Ковач (1941—), хрватски певач
- Корнелије Ковач (1942—), југословенски и српски музичар
- Борис Ковач (1955—), српски и југословенски музичар
- Слободан Ковач (1967—), југословенски одбојкаш
- Александра Ковач (1972—), српска музичарка
- Кристина Ковач (1974—), српска музичарка
- Нико Ковач (1971—),  хрватски фудбалер и тренер
- Роберт Ковач (1974—), хрватски фудбалер
- Вера Ковач Виткаи, примадона опере Српског народног позоришта